# Saint-Clair-sur-Epte
Saint-Clair-sur-Epte é uma comuna francesa na região administrativa da Ilha de França, no departamento do Vale do Oise. Estende-se por uma área de 12.18 km². Em 2010 a comuna tinha 1 010 habitantes (densidade: 82,9 hab./km²).